# 神のみぞ知る (ソクラテス)
神のみぞ知るは、ソクラテスによって残された言葉。人間には知る由も無いようなもののこと。

## 概要
プラトンによるソクラテスの弁明に記録されている。ソクラテスは裁判にかけられて、有罪であるかを判断する前の弁明でソクラテスは、私を死刑や追放することは得策ではない。なぜなら私を追放することはアテナイにとって損害である。私のように説くことは人間の力では不可能であり、神のたまものであると述べた。それからソクラテスは有罪か無罪かの投票が行われ、ソクラテスは有罪になった。続いて量刑を決める前の弁明でソクラテスは、私は人々に思慮あるものとなるように説いてきた。私は不正を行った覚えは無い。私に対して害悪を与えるのは私に対する不正であると述べた。私はアテナイを追放されても同じことを繰り返し沈黙することは無い。私にとっては徳について議論することが最大の善で、魂の配慮が生きがいだからと述べた。それから量刑の投票が行われソクラテスは死刑になった。死刑に対してソクラテスは、告訴した者や有罪宣言した人々に憤りは抱いておらず、生と死のどちらを選ぶのが善い運命に出会うのかは神のみぞ知ると言い残した。